# Joel Stuehl
Joel Sirka Samael Stuehl (* 10. April 1982 in Ottersberg) ist ein deutscher Schauspieler. Jetzt betreibt er zwei YouTube-Kanäle und macht Apple-Support in Berlin. 

## Biografie
Joel Stuehl, Sohn des Lehrer-Ehepaars Annette und Peter Stuehl, sammelte bereits im Jugendalter Bühnenerfahrung. Im Anschluss an sein Fachabitur an der Waldorfschule Ottersberg leistete er seinen Zivildienst an der Christophorusschule in Hamburg. 2002 begann er ein Studium am SAE Institute Hamburg, welches er jedoch bereits nach einem Jahr wieder aufgab.
2003 begann er die Schauspielausbildung an der Stage School Hamburg. Während seiner Ausbildung spielte er an Theatern in Hamburg und drehte fürs Fernsehen. 2007 studierte er in New York an der Stella Adler Academy und drehte dort Kurzfilme. 2009 stand er in Ludwigsburg für die ARD-Vorabendserie „Eine für alle – Frauen können’s besser“ als Paul Dubois vor der Kamera.
Joel Stuehl lebt in Berlin.

## Filmografie

### Kurzfilme
- 2006: Lache, wenn es nicht zum Weinen reicht!
- 2006: Anfänge mit Hindernissen
- 2008: Juniortüte
- 2008: Blind Date
- 2008: Die Wette

### TV
- 2004: Doppelter Einsatz
- 2007: Notruf Hafenkante
- 2008: Unter uns
- 2009: Eine für alle – Frauen können’s besser als Paul Dubois seit Folge 1
- 2012: Sony – Alpha Nex 1 | HR | Werbefilm 2009 Taub/Stumm | HR | Kurzfilm
- 2014: Hauptstadtrevier | Krimi-Serie | NR | ARD
- 2012: Versammelt | Kurzfilm | dffb Berlin
- 2014: Unter Gaunern | TV-Serie | ARD

### Sprecher/Synchronstimme
- 2007: Online Music Star (Werbeclip)
- 2007: IdeenExpo 2007 (Trailer)
- 2009: Schweiss und Feuer (Audiomentaltraining, Sportmotivation)

## Theater
- 2004: Crazy (von Benjamin Lebert) – Regie: Gunnar Dressler (Theater in der Basilika, Hamburg)
- 2005: Ich knall euch ab! (von Morton Rhue) – Regie: Jens Paarmann (Theater in der Basilika, Hamburg)
- 2006: Die Welle (von Morton Rhue) – Regie: Hans Schernthaner (Theater in der Basilika, Hamburg)
- 2007: Die fetten Jahre sind vorbei (von Hans Weingartner) – Regie: Gunnar Dressler (Theater in der Basilika, Hamburg)
- 2010: Die fetten Jahre sind vorbei (von Hans Weingartner) – Regie: Gunnar Dressler (Tribüne, Berlin)